# Felipe González

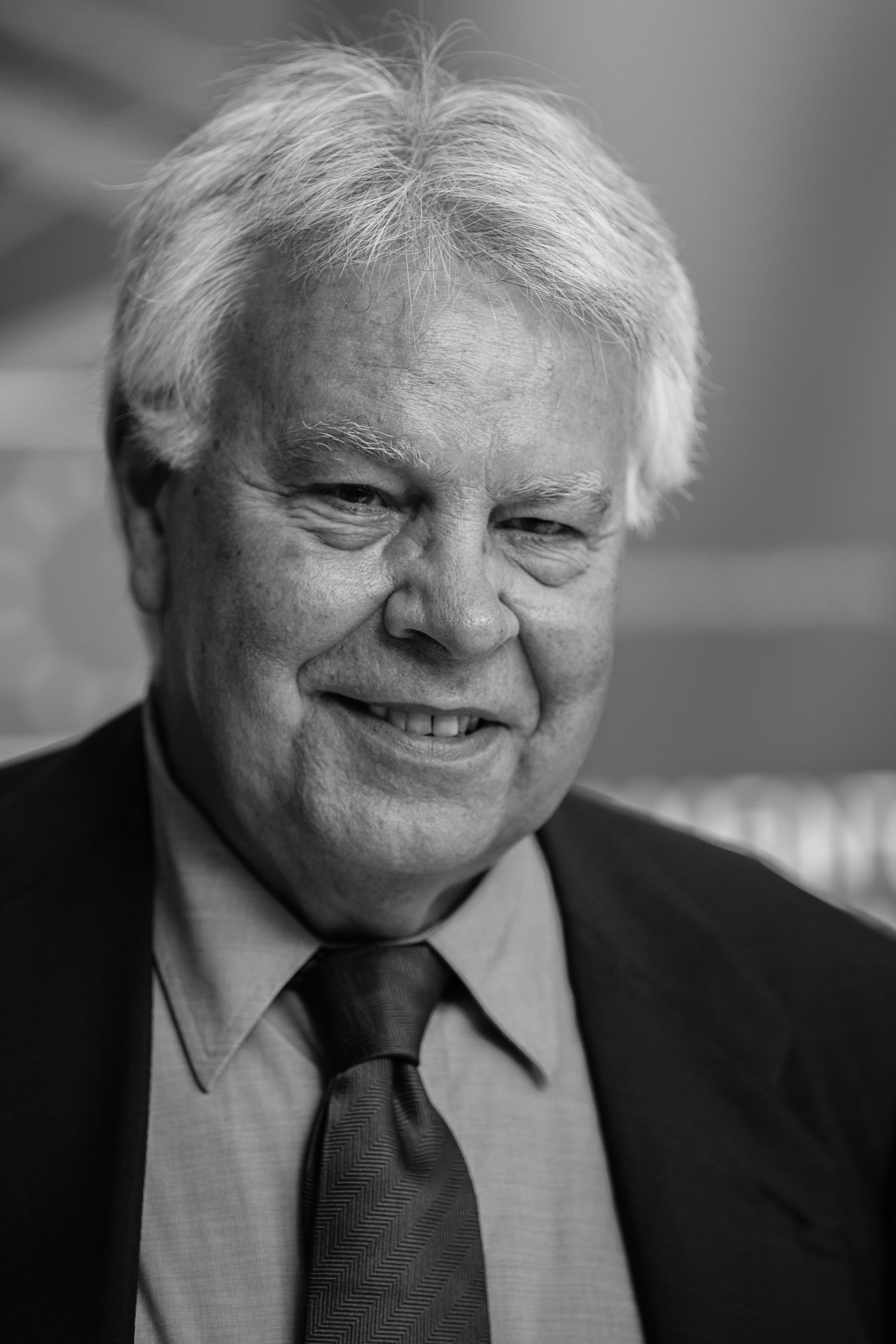
Felipe González (2013)

Felipe González Márquez (ur. 5 marca 1942 w Sewilli) – hiszpański polityk i prawnik, sekretarz generalny Hiszpańskiej Socjalistycznej Partii Robotniczej (PSOE) w latach 1974–1997 (z przerwą w 1979), wieloletni parlamentarzysta, od 1982 do 1996 premier Hiszpanii.

## Życiorys

### Działalność do 1982
Absolwent prawa na Universidad de Sevilla (1965). Praktykował następnie jako adwokat, specjalizując się w zakresie prawa pracy. W 1962 zaangażował się w działalność nielegalnej w okresie frankistowskim młodzieżówki socjalistycznej Juventudes Socialistas. Dwa lata później dołączył do również nielegalnej wówczas PSOE, od 1965 był członkiem jej władz w prowincji Sewilla. W działalności partyjnej posługiwał się pseudonimem „Isidoro”. W ugrupowaniu trwał w tym czasie spór między działaczami „historycznymi” a „nowymi”. Felipe González stał się faktycznym liderem drugiej z tych grup. W 1974 na emigracyjnym kongresie partii we francuskiej miejscowości Suresnes został wybrany na nowego sekretarza generalnego PSOE, stając się następcą historycznego lidera Rodolfa Llopisa. Pod jego przywództwem partia socjalistyczna rozpoczęła proces odchodzenia od doktryny marksistowskiej.
W demokratycznych wyborach parlamentarnych w 1977 uzyskał mandat posła do konstytuanty. W 1979 został wybrany do Kongresu Deputowanych. W 1978 podpisał porozumienie, na mocy którego do socjalistów przyłączyła się Partido Socialista Popular Enrique Tierno Galvána. Od tegoż roku do 1999 był wiceprzewodniczącym Międzynarodówki Socjalistycznej. Po porażce PSOE w 1979 ustąpił z funkcji sekretarza generalnego, jednak jeszcze w tym samym roku ponownie powierzono mu tę funkcję. 23 lutego 1981, w trakcie nieudanego zamachu stanu (23-F), znalazł się w kilkuosobowej grupie oddzielonej od pozostałych parlamentarzystów; uwolniony został następnego dnia.

### Premier Hiszpanii
Kierowana przez niego PSOE zwyciężyła w wyborach w 1982. Otrzymała ponad 48% głosów i bezwzględną większość w parlamencie (202 deputowanych). W grudniu 1982 niższa izba Kortezów Generalnych zatwierdziła go na urzędzie premiera. Stanowisko wicepremiera objął jego najbliższy współpracownik polityczny Alfonso Guerra. Socjaliści zwyciężali w trzech kolejnych wyborach, co pozwoliło ich liderowi na tworzenie kolejnych gabinetów. W 1986 PSOE utrzymała większość bezwzględną. W 1989 partia zdobyła równo połowę mandatów. W 1993 czwarty rząd Felipe Gonzáleza funkcjonował przy wsparciu partii regionalnych z Katalonii i Kraju Basków. Każdorazowo w tych wyborach lider PSOE uzyskiwał poselską reelekcję.
Felipe González jako premier prowadził liberalną politykę ekonomiczną, łącząc ją z reformami społecznymi. W okresie jego rządów prowadzono działania na rzecz modernizacji i upowszechnienia m.in. edukacji, opieki zdrowotnej oraz ubezpieczeń społecznych, unowocześniono infrastrukturę (w konsekwencji znacznie zwiększając dług publiczny). Rząd przeprowadził modernizację sił zbrojnych, nie likwidując powszechnej służby wojskowej. Premier opowiadał się za otwarciem kraju na zagranicę, promował bliskie kontakty z Europą, USA i Ameryką Łacińską. Przed referendum z 1986 zadeklarował poparcie dla pozostania Hiszpanii w strukturach NATO, chociaż podczas rządów swojego poprzednika Leopolda Calvo-Sotelo sprzeciwiał się dołączeniu do paktu. Za jego rządów Hiszpania przystąpiła do Europejskiej Wspólnoty Gospodarczej. Lider PSOE poparł interwencję aliantów podczas wojny w Zatoce Perskiej w 1991 – wysłał tam hiszpańskie wojska i zapewnił wsparcie logistyczne (możliwość korzystania z hiszpańskich portów i lotnisk). W 1992 w kraju odbyły się Letnie Igrzyska Olimpijskie w Barcelonie oraz wystawa światowa w Sewilli. Jednocześnie jego rządy spotykały się z wewnętrznymi niepokojami społecznymi – doszło do pierwszych po przemianach politycznych strajków generalnych, a w rezultacie do konfliktu PSOE z centralą związków zawodowych UGT i jej liderem Nicolasem Redondo.
W ostatnich latach rządów Felipe Gonzáleza ujawnione zostały różne skandale finansowe i korupcyjne z udziałem członków PSOE i administracji rządowej. Dotyczyły m.in. nielegalnego finansowania partii przez różne przedsiębiorstwa, tajnych funduszy m.in. w banku inwestycyjnym Ibercorp. Pojawiły się afery, nielegalnych prowizji przy budowie szybkiej kolei AVE, afery brata Alfonsa Guerry i Luisa Roldána (dyrektora generalnego Guardia Civil). Kryzys wywołało też ujawnienie sprawy GAL, wykorzystywanych do walki z ETA, firmowanych i finansowanych przez państwo szwadronów śmierci, o zorganizowanie których oskarżono wysokich urzędników państwowych. Felipe González konsekwentnie zaprzeczał swojemu zaangażowaniu w te sprawy.
Pod koniec rządów Hiszpania znalazła się w dość trudnej sytuacji gospodarczej: ponad 3,5 miliona bezrobotnych, niski wzrost gospodarczy, deficyt budżetowy na poziomie 5,5% i dług publiczny na poziomie 70%. W 1996 PSOE w przedterminowych wyborach przegrała z Partią Ludową, której przywódca José María Aznar został nowym premierem.

### Działalność od 1996
W 1997 Felipe González złożył rezygnację ze stanowiska sekretarza generalnego PSOE. Został zastąpiony na tej funkcji przez Joaquina Almunię. W latach 1996–2004 przez dwie kolejne kadencje sprawował jeszcze mandat deputowanego. Obejmował później różne funkcje honorowe, m.in. w 2007 został prezesem tzw. grupy mędrców, think tanku doradzającego Unii Europejskiej.

## Życie prywatne
Od 1969 był żonaty z Carmen Romero López, z którą ma troje dzieci (Pabla, Davida i Maríę). Małżonkowie rozstali się w 2008. W 2012 polityk poślubił Mar Garcíę Vaquero.

## Wyróżnienia
- Nagroda Karola Wielkiego (2009)[9]